# Eudorylas trichosubepandrialis
Eudorylas trichosubepandrialis är en tvåvingeart som beskrevs av José Albertino Rafael 2004. Eudorylas trichosubepandrialis ingår i släktet Eudorylas och familjen ögonflugor.
Artens utbredningsområde är Nicaragua. Inga underarter finns listade i Catalogue of Life.